# Colocleora euplates
Colocleora euplates là một loài bướm đêm trong họ Geometridae.